# جورجو پاریسی
جورجو پاریسی (انگلیسی: Giorgio Parisi؛ زاده ۴ اوت ۱۹۴۸) فیزیک‌دان اهل ایتالیا است. او در سال ۱۹۹۲ برنده مدال بولتزمن شد. پژوهش‌های وی در زمینه نظریه میدان‌های کوانتومی، مکانیک آماری، و سامانه پیچیده علت شهرت وی هستند. پاریسی مشارکت بسیاری در زمینه کرومودینامیک کوانتومی داشته‌است. وی در سال ۲۰۲۱ جایزه نوبل فیزیک را به علت کشف «تداخل بی نظمی و نوسانات در سیستم‌های فیزیکی از مقیاس اتمی تا سیاره‌ای» با سیوکورو مانابه و کلاوس هسلمان شریک شد به طوری که سهم او نصف جایزه و سهم سیوکورو مانابه و کلاوس هسلمان هرکدام یک چهارم جایزه بود.